# Regierung Limann
Als Limann-Regierung wird die Amtszeit von Präsident Hilla Limann während der dritten Republik des westafrikanischen Staates Ghana bezeichnet.
Mit Wirkung vom 1. Januar 1979 war in Ghana das Verbot der politischen Parteien vom Januar 1972 wieder aufgehoben, allerdings war es untersagt, die alten Parteinamen wieder zu benutzen. Nach der Verkündung der neuen Verfassung im Juni 1979 wurden am 18. Juni 1979 allgemeine Präsidentschafts- und Parlamentswahlen abgehalten. Die Verfassung der Dritten Republik trat mit einigen Novellierungen am 24. September 1979 in Kraft. Bei den Präsidentschaftswahlen in Ghana 1979 wurde Hilla Limann Kandidat der People’s National Party und gewann die Wahlen deutlich.
Hilla Limann trat am 24. September 1979 das Amt des Präsidenten und Oberkommandierenden der Streitkräfte der Republik Ghana an.
Vizepräsident wurde J.W.S. de Graft-Johnson.

## Kabinett
| Ministeramt | offizielle Amtsbezeichnung                            | Amtsinhaber                                                                 |
| --- | ----------------------------------------------------- | --------------------------------------------------------------------------- |
| Minister für äußere Angelegenheiten | Minister of Foreign Affairs                           | Isaac K. Chinebuah                                                          |
| Minister für Finanzen und wirtschaftliche Planung                                                                                               | Minister of Finance and Economic Planning             | George Benneh (im Mai 1981), Amon Nikoi 1979–1981                           |
| Minister für Verteidigung | Minister of Defence                                   | R. K. S. Riley-Poku                                                         |
| Minister des Innern | Minister of the Interior                              | Ekow Daniels (bis Oktober 1981), Kwame Sanaa-Poku Jantuah (ab Oktober 1981) |
| Minister für Justiz und Generalstaatsanwalt | Minister of Justice and Attorney-General              | Joe Reindorf                                                                |
| Minister für Landwirtschaft | Minister of Agriculture                               | N. Y. Agbesi                                                                |
| Minister für Gesundheit | Minister of Health                                    | K. Ocran                                                                    |
| Minister für Verkehr und Kommunikation | Minister of Transport and Communications              | Harry Sawyerr                                                               |
| Minister für öffentliche Arbeiten und Wohnungswesen                                                                                             | Minister of Works and Housing                         | (Colonel) David Zanlerigu                                                   |
| Minister für Landnutzung und natürliche Ressourcen                                                                                              | Minister of Land and Natural Ressources               | E. F. Yeboah-Acheampong                                                     |
| Minister für Mineralöl und Energie | Minister of Fuel and Energy                           | F. Wulff Tagoe                                                              |
| Minister für Industrie, Wissenschaft und Technologie                                                                                            | Minister of Industry, Science and Technology          | M. P. Ansah                                                                 |
| Ministerin für Arbeit und soziale Wohlfahrt | Minister of Labour and Social Welfare                 | Adisa Munkaila                                                              |
| spätere Übernahme des Ressorts Jugend: |                                                       | Adisa Munkaila                                                              |
| Ministerin für Arbeit, Jugend und Soziale Wohlfahrt                                                                                             | Minister of Labour, Youth and Social Welfare          | Adisa Munkaila                                                              |
| Minister für Bildung | Minister of Education                                 | Francis Kwamina Buah (ab 1980)                                              |
| Minister für Kultur und Sport | Minister of Culture and Sport                         | Thomas G. Abilla                                                            |
| Minister für Jugend und ländliche Entwicklung                                                                                                   | Minister of Youth and Rural Development               | E. K. Andah                                                                 |
| Minister für Handel und Tourismus | Minister of Trade and Tourism                         | Francis Kwamina Buah                                                        |
| Das Ministerium existierte bis 1980. Danach gab es ein eigenständiges Ministerium für Handel und ein Ministerium für Information und Tourismus. |                                                       | Francis Kwamina Buah                                                        |
| ab 1980: | ab 1980:                                              | Vincent Y. Bulla                                                            |
| Minister für Handel | Minister of Trade                                     | Vincent Y. Bulla                                                            |
| ab 1980: | ab 1980:                                              | Y. Opoku-Afriyie                                                            |
| Minister für Information und Tourismus | Minister of Information and Tourism                   | Y. Opoku-Afriyie                                                            |
| Minister für Sonderaufgaben und Präsidenten-Angelegenheiten                                                                                     | Minister of Special Services and Presidential Affairs | John S. Nabila                                                              |

### Regionalminister
| Region               | Regionalminister |
| -------------------- | ---------------- |
| Ashanti Region       | J. O. Afram      |
| Brong Ahafo Region   | E. K. Twumasi    |
| Central Region       | Kankam da Costa  |
| Eastern Region       | F. K. B. Amoah   |
| Greater Accra Region | T. Torto         |
| Northern Region      | Alhaji I. Haruna |
| Upper Region         | G. Nango         |
| Volta Region         | F. Q. Amegah     |
| Western Region       | Sam Cudjoe       |

#### Staatsrat
William Ofori-Atta (Vorsitz); Nii Amaa Ollennu; C. A. Ackah, E. A. Mensah; H. S. Bannerman; K. Safo Adu; Harry Dodoo; Thoman Ofosu; E. L. Quartey; Osagyefo Oseadeeyo Agieman Badu; Nii Amugi Ii Ga Mantse; E. Dwira; L. R. Abavana; Mumuni Bawumia; Rev. C. K. Dovlo; C. E. Donkor; J.J. Mensah-Kane; Esther Ocloo; (Major-General) N.A. Afari; Nene Azu Mate Korle; Rt. Rev. Akwesi Sarpong

#### Sonstige
Oberster Richter (Chief Justice):
- F.K. Apaloo

Präsident des Berufungsgerichts (President of the Court of Appeal):
- K.E. Amua-Sekyi

Sprecher des Parlamentes (Speaker of the Parliament):
- Jacob Hackenbug Griffiths-Randolph